# Lolland
Lolland (även stavat: Laaland) är Danmarks fjärde största ö, belägen söder om Själland i Region Själland. Den är 1 243 km² stor och har cirka 58 000 invånare (2021). Den största orten på ön är Nakskov, med cirka 12 500 invånare (2021). Andra orter är Maribo (5 700 invånare), Sakskøbing (4 500 invånare, Danmarks huvudstad under två år på 1400-talet), Rødby (2 000 invånare) och Nysted (1 300 invånare). Lolland skiljs från ön Falster av det smala sundet, Guldborg Sund.
Ön i sig är mycket platt. Lolland har ett betydelsefullt jordbruk, där sockerbetor, vete, korn, havre och frukt odlas. Den högsta punkten på ön ligger cirka 30 meter över havet, och var en viktig utkikspunkt för tyskarna under andra världskriget, toppen ligger precis utanför orten Horslunde.
Från Själland kan man över ön Falster ta sig till Lolland via två broar eller en vägtunnel. Åt väster kan man från Nakskov ta färja till ön Langeland och därifrån via broar till Fyn. På sydkusten går färjor från Rødbyhavn över Fehmarn Bält till Puttgarden på ön Fehmarn i Tyskland. Väg E47 från Köpenhamn korsar Guldborg Sund mellan Lolland och Falster genom en tunnel.
Danmark och Tyskland planerar att sammanbinda Lolland med Fehmarn med hjälp av en tunnel under Fehmarn Bält, se Fehmarn Bält-förbindelsen.
Bland öns turistattraktioner märks Medeltidscentret, Knuthenborg Safaripark, Lalandia och Fuglsang Kunstmuseum.